# FKブドゥチノスト・ヴァリェヴォ
フドバルスキ・クルブ・ブドゥチノスト・ヴァリェヴォ（セルビア語: Фудбалски клуб Будућност Ваљево, セルビア・クロアチア語: Fudbalski klub Budućnost Valjevo）は、セルビアのヴァリェヴォをホームタウンとしていたサッカークラブである。

## 歴代所属選手
- ニコラ・ラゼティッチ 1996